# Canton de Volmunster
Le canton de Volmunster est une ancienne division administrative française qui était située dans le département de la Moselle et la région Lorraine.

## Géographie
Ce canton était organisé autour de Volmunster dans l'arrondissement de Sarreguemines. Son altitude varie de 234 m (Obergailbach) à 392 m (Erching) pour une altitude moyenne de 282 m.
Les cantons de Volmunster, Rohrbach-lès-Bitche et Bitche forment le Pays de Bitche.

## Histoire
En 1790, Volmunster devient chef-lieu d'un canton comprenant les communes de : Dollenbach, Epping, Erching, Eschviller, Hottviller, Nousseviller-lès-Bitche, Obergailbach, Ormersviller, Rimling, Urbach, Volmunster et Weiskirch.
Puis en 1802 à la suite de la suppression du canton de Breidenbach, le canton reçoit les communes suivantes : Bousseviller, Breidenbach, Hilst, Kröppen, Lengelsheim, Liederschiedt, Loutzviller, Ohrenthal, Olsberg, Opperding, Rolbing, Schweix, Schweyen, Trulben, Waldhouse et Walschbronn.
C'est ainsi qu'en 1802, le canton de Volmunster composé de 28 communes compte 8 780 habitants.
En 1811, Dollenbach est rattaché a Nousseviller-lès-Bitche, Ohrenthal à Opperding, Schweix à Liederschiedt, Urbach à Epping et Waldhouse à Walschbronn, puis en 1812 Olsberg à Breidenbach et enfin en 1813 Eschviller et Weiskirch à Volmunster, Hilst et Kröppen à Trulben, Opperding (avec Ohrenthal) à Rolbing et Schweyen à Loutzviller.
En 1815 à la suite du congrès de Vienne, la France est ramenée à ses frontières de 1791 et la commune de Trulben avec Hilst et Kröppen ainsi que Schweix sont cédés à la Bavière.
En 1833, Waldhouse est détaché de Walschbronn, en 1834 Liederschiedt est réuni au canton de Bitche et en 1886 Schweyen est détaché de Loutzviller.
De 1886 à 2015, le canton de Volmunster est composé de 16 communes.
Par le décret du 18 février 2014, le canton est supprimé à compter des élections départementales de mars 2015. Il est englobé dans le canton de Bitche.

## Langue
D'après un recensement de 1962, le canton comptait 80 à 90 % de locuteurs du francique lorrain. Après cette date, les recensements de l'INSEE ont arrêté de poser la question de la langue maternelle au citoyen enquêté.

## Administration

### Conseillers généraux de 1833 à 2015
| Période        | Période      | Identité                                  | Étiquette           | Qualité |
| -------------- | ------------ | ----------------------------------------- | ------------------- | --- |
| 1833           | 1833         | Baron Charles Lallemand                   |                     | Président du Tribunal de Lunéville |
| 1833           | 1836         | Baron Louis Bouvier du Molart (1780-1855) |                     | Ancien Préfet Propriétaire à Volmunster                                                                                                   |
| 1836           | 1852         | Baron Charles Lallemand                   |                     | Conseiller à la Cour d'appel de Nancy |
| 1852           | 1855         | Henri Petitjean-Roget                     |                     | Juge de paix à Briey |
| 1855           | 1871         | Baron Alexandre de Geiger                 | Majorité dynastique | Manufacturier (faïences), maire de Sarreguemines Député (1852-1868) Sénateur (1868-1870)                                                  |
| 1871           | 1919         | Annexion allemande                        |                     | |
| 1919           | 1928         | Eugène Schatz                             | URL                 | Médecin à Sarreguemines |
| 1928           | 1940         | Jean-Pierre Weber                         | URD                 | Curé de Lengelsheim |
| 1940           | 1944         | Annexion allemande                        |                     | |
| 1945           | 1951         | Jean-Pierre Weber                         | MRP                 | Curé de Lengelsheim |
| 1951           | 1965 (décès) | Nicolas Faber                             | MRP                 | Maire d'Epping (1945-1965) |
| 3 octobre 1965 | 1976         | Clément Faber                             | MRP-CD              | Employé au Crédit agricole, Volmunster |
| 1976           | 1994         | Théophile Hoellinger                      | UDR puis RPR        | Maire d'Obergailbach |
| 1994           | 2008         | Jean-Louis Chudz                          | UDF                 | Ouvrier Maire d'Epping |
| 2008           | 2015         | David Suck                                | NC-UDI              | Président de la Fédération Départementale de Moselle du Parti radical Adjoint au maire de Volmunster Élu en 2015 dans le canton de Bitche |

### Conseillers d'arrondissement (de 1833 à 1940)
Le canton de Volmunster avait deux conseillers d'arrondissement à partir de 1928.
| Période                                  | Période      | Identité            | Étiquette     | Qualité |
| ---------------------------------------- | ------------ | ------------------- | ------------- | --- |
| 1833                                     | 1834 (décès) | Jean Hoellinger     |               | Propriétare à Rimling                                                                                       |
|                                          |              |                     |               | |
| 1848                                     |              | Gaspard Greiner     |               | Maire de Hottviller                                                                                         |
|                                          |              |                     |               | |
| 1919                                     | 1931         | Victor Borsenberger | URL           | Propriétaire à Weisskirchen                                                                                 |
| 1928                                     | 1940         | Nicolas Neu         | Front lorrain | Agriculteur, maire de Nousseviller                                                                          |
| 1931                                     | 1940         | François Schaff     | Front lorrain | Cultivateur, maire de Volmunster                                                                            |
| 1940                                     |              |                     |               | Les conseils d'arrondissement ont été suspendus par la loi du 12 octobre 1940 et n'ont jamais été réactivés |
| Les données manquantes sont à compléter. |              |                     |               | |

## Composition
Le canton de Volmunster groupe 16 communes et compte 6 198 habitants (recensement de 2011 sans doubles comptes).
| Communes                | Population (2012) | Code postal | Code Insee |
| ----------------------- | ----------------- | ----------- | ---------- |
| Bousseviller            | 137               | 57230       | 57103      |
| Breidenbach             | 342               | 57720       | 57108      |
| Epping                  | 576               | 57720       | 57195      |
| Erching                 | 424               | 57720       | 57196      |
| Hottviller              | 583               | 57720       | 57338      |
| Lengelsheim             | 226               | 57720       | 57393      |
| Loutzviller             | 156               | 57720       | 57421      |
| Nousseviller-lès-Bitche | 147               | 57720       | 57513      |
| Obergailbach            | 320               | 57720       | 57517      |
| Ormersviller            | 377               | 57720       | 57526      |
| Rimling                 | 568               | 57720       | 57584      |
| Rolbing                 | 275               | 57720       | 57590      |
| Schweyen                | 313               | 57720       | 57641      |
| Volmunster              | 854               | 57720       | 57732      |
| Waldhouse               | 390               | 57720       | 57738      |
| Walschbronn             | 510               | 57720       | 57741      |

## Démographie
| 1962  | 1968  | 1975  | 1982  | 1990  | 1999  | 2011  |
| ----- | ----- | ----- | ----- | ----- | ----- | ----- |
| 5 690 | 5 978 | 5 835 | 5 889 | 5 820 | 6 030 | 6 198 |